# Eagle (Contea di Richland, Wisconsin)
Eagle è un comune degli Stati Uniti, situato in Wisconsin, nella Contea di Richland.